# ليا لويس
ليا لويس (مواليد 9 ديسمبر 1996) هي ممثلة، عارضة ومغنية أمريكية أشتهرت لدورها في فيلم نصفها .

## روابط خارجية
- ليا لويس على موقع IMDb (الإنجليزية)
- ليا لويس على موقع ميتاكريتيك (الإنجليزية)
- ليا لويس على موقع روتن توميتوز (الإنجليزية)
- ليا لويس على موقع قاعدة بيانات الأفلام العربية
- ليا لويس على موقع ألو سيني (الفرنسية)
- ليا لويس على موقع ميوزك برينز (الإنجليزية)
- ليا لويس على موقع تيرنر كلاسيك موفيز (الإنجليزية)
- ليا لويس على موقع أول موفي (الإنجليزية)
- ليا لويس على موقع قاعدة بيانات الأفلام السويدية (السويدية)
- ليا لويس على موقع قاعدة بيانات الفيلم (الإنجليزية)